# Reductores de velocidad

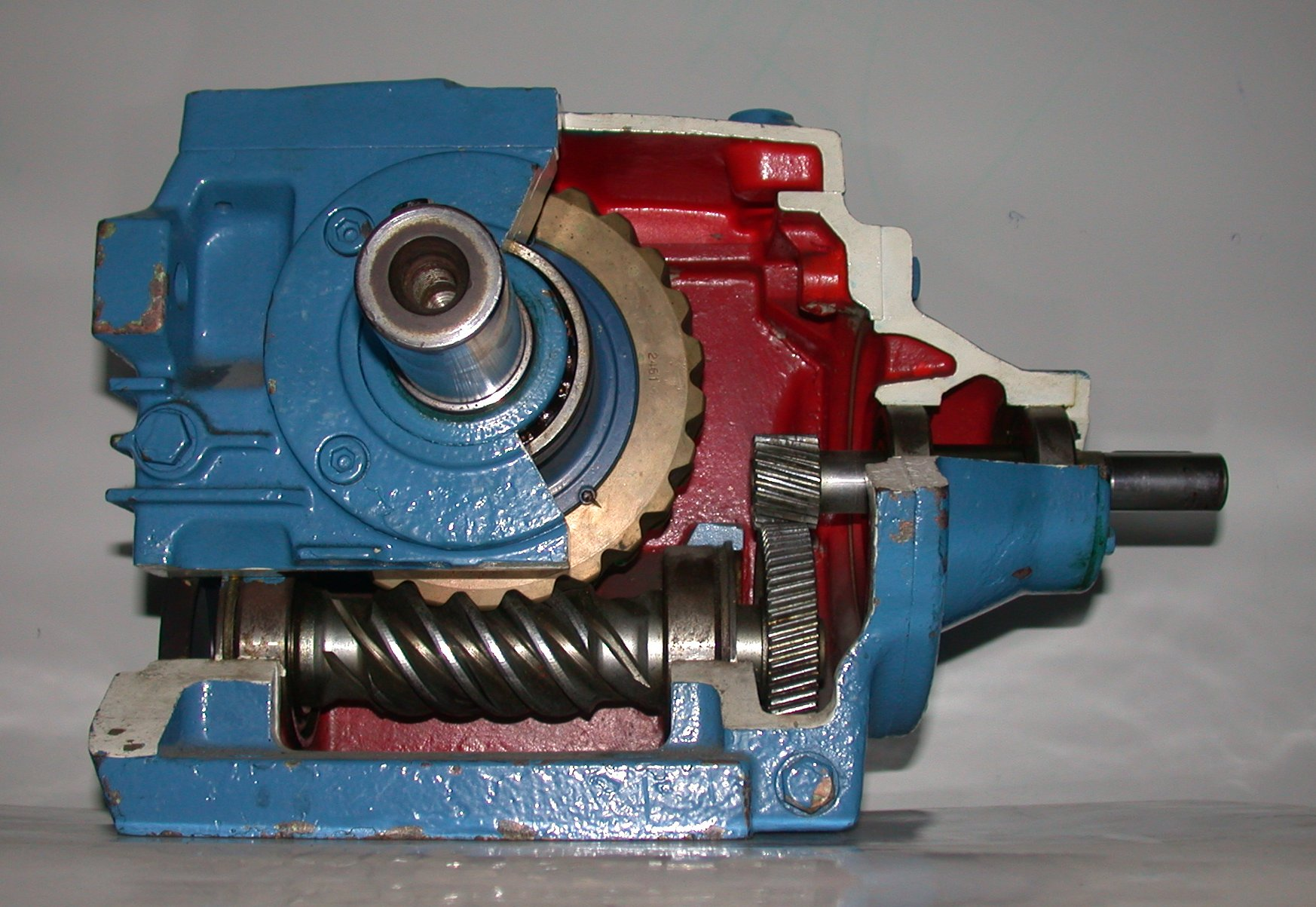
Reductor de velocidad.

Toda máquina cuyo movimiento sea generado por un motor (ya sea eléctrico, de explosión u otro) necesita que la velocidad de dicho motor se adapte a la velocidad necesaria para el buen funcionamiento de la máquina. Además de esta adaptación de velocidad, se deben contemplar otros factores como la potencia mecánica a transmitir, la potencia térmica, rendimientos mecánicos (estáticos y dinámicos).
Esta adaptación se realiza generalmente con uno o varios pares de engranajes que adaptan la velocidad y potencia mecánica montados en un cuerpo compacto denominado reductor de velocidad aunque en algunos países hispano parlantes también se le denomina caja reductora.

## Tipos de Reductores
Los reductores de velocidad se suelen clasificar de un modo bastante anárquico, solapándose en algunos casos las definiciones de modo intrínseco y en otros casos hay que usar diversas clasificaciones para definirlos.

### Clasificación por tipo de engranajes
Los reductores se pueden clasificar por la tipología de sus engranajes, las clasificaciones más usuales son: Sin fin-Corona, engranajes, planetarios y cicloidales.

#### Reductores de velocidad de sin fin-corona
Es quizás el tipo de reductor de velocidad más sencillo, se compone de una corona dentada, normalmente de bronce en cuyo centro se ha embutido un eje de acero (eje lento), esta corona está en contacto permanente con un husillo de acero en forma de tornillo sin fin. Una vuelta del tornillo sin fin provoca el avance de un diente de la corona y en consecuencia la reducción de velocidad. La reducción de velocidad de una corona sin fin se calcula con el producto del número de dientes de la corona por el número de entradas del tornillo sin fin.
Paradójicamente es el tipo de reductor de velocidad más usado y comercializado a la par que todas las tendencias de ingeniería lo consideran obsoleto por sus grandes defectos que son, el bajo rendimiento energético y la pérdida de tiempo entre ciclos

#### Reductores de velocidad de engranajes
Los reductores de engranajes son aquellos en que toda la transmisión mecánica se realiza por pares de engranajes de cualquier tipo excepto los basados en tornillo sin fin. Sus ventajas son el mayor rendimiento energético, menor mantenimiento y menor tamaño.Por ejemplo: un mecanismo de elevado de anclas.
Los reductores de engranaje con la particularidad de que no están compuestos de pares, sino de una disposición algo distinta; y sirven para diferentes tipos de variaciones de velocidad.
Hay dos tipos de engranajes planetarios para reducir la velocidad de la hélice con respecto a la del cigüeñal.
Un sistema tiene el engranaje principal fijado rígidamente a la sección delantera del motor, y una corona interna es impulsada por el cigüeñal. El piñón está unido al eje de lo que quiere mover y montado en ella, y son una serie de piñones que cuando el cigüeñal gira, los piñones giran en torno al principal fijo, en compañía de la hélice en la misma dirección, pero a una velocidad reducida.
Los reductores de velocidad de engranajes planetarios, interiores o anulares son variaciones del engranaje recto en los que los dientes están tallados en la parte interior de un anillo o de una rueda con reborde, en vez de en el exterior. Los engranajes interiores suelen ser impulsados por un piñón, (también llamado piñón Sol, que es un engranaje pequeño con pocos dientes). Este tipo de engrane mantiene el sentido de la velocidad angular. El tallado de estos engranajes se realiza mediante talladoras mor tajadoras de generación.
La eficiencia de este sistema de reductores planetarios es igual a 0,98^(#etapas); es decir si tiene 5 etapas de reducción, la eficiencia de este reductor sería de 0,98^5, lo que es igual a 0,904 o 90,4%.
Debido a que tienen más dientes en contacto que los otros tipos de reductores, son capaces de transferir / soportar más torque; por lo que su uso en la industria cada vez es más difundido. Ya que generalmente un reductor convencional de flechas paralelas en aplicaciones de alto torque debe de recurrir a arreglos de corona / cadenas lo cual vuelve no solo requiere de más tamaño sino que también implicara el uso de lubricantes para el arreglo corona / cadena.
La selección de reductores planetarios se hace como la de cualquier reductor, en función del torque newton-metro.
Como cualquier reductor tienen engranajes y rodamientos, los engranajes también son afectos a la fricción y agotamiento de los dientes.
Debido a que los fabricantes utilizan diferentes formas de presentación del tiempo de operación para sus engranajes y del torque máximo que soportan, la ISO tiene estándares para regular esto:
- ISO 6636 para los engranajes,
- ISO 281 para los rodamientos,
- UNI 7670 para los ejes.

De esta forma se pueden comparar realmente las especificaciones técnicas de los reductores y se puede proyectar un tiempo de operación antes de fallo de cualquiera de los componentes principales del reductor, (ya sea planetario o flechas paralelas).

### Clasificación por disposición de los ejes lento y rápido
Los reductores se pueden clasificar por la posición relativa del eje lento del reductor con respecto al eje rápido del mismo, las clasificaciones más usuales son; paralelos, ortogonales y coaxiales.

### Clasificación por sistema de fijación
Los reductores se pueden clasificar por sus sistema de fijación, fijo o pendular.

## Características de los reductores de velocidad
La fabricación o selección de un reductor de velocidad es algo sumamente complejo en algunas ocasiones dada la gran cantidad de parámetros a tener en cuenta. Los principales son:
El par motor es la potencia que puede transmitir un motor en cada giro. También llamado «torque». 

### Par nominal
Es el par transmisible por el reductor de velocidad con una carga uniforme y continua; está íntimamente relacionado con la velocidad de entrada y la velocidad de salida. Su unidad en el SI es el N m (newton-metro).

### Par resistente
Representa el par requerido para el correcto funcionamiento de la máquina a la que el reductor de velocidad va a ser acoplado. Su unidad en el SI es el N m.

### Par de cálculo
Es el producto del par resistente y el factor de servicio requerido por la máquina a la que el reductor de velocidad va a ser acoplado. Su unidad en el SI es el N m.

### Potencia
Expresada normalmente en kW (kilovatios) la potencia eléctrica es considerada en dos niveles distintos: la potencia eléctrica aplicada y la potencia útil; esta última es el producto de la potencia aplicada al ser multiplicado por cada uno de los rendimientos de cada par de engranajes del reductor de velocidad.
1720/28 rpm potencia de 3 12,2 kW A 500 m.

### Potencia térmica
Los rendimientos de los trenes de engranajes tienen una pérdida de potencia en forma de calor que tiene que ser disipada por el cuerpo de los reductores de velocidad. Puede ocurrir que la potencia transmisible mecánicamente provoque un calor en el reductor de velocidad a unos niveles que impiden su funcionamiento normal.
La potencia térmica, expresada en kW, indica la potencia eléctrica aplicada en el eje rápido del reductor de velocidad que este es capaz de transmitir sin limitación térmica. Su unidad en el SI es Pwt
Los reductores de velocidad son aquellos componentes de una máquina que mediante rozamiento consiguen reducir la velocidad de dicha máquina o vehículo.